# Ołtarz Wniebowzięcia Najświętszej Marii Panny

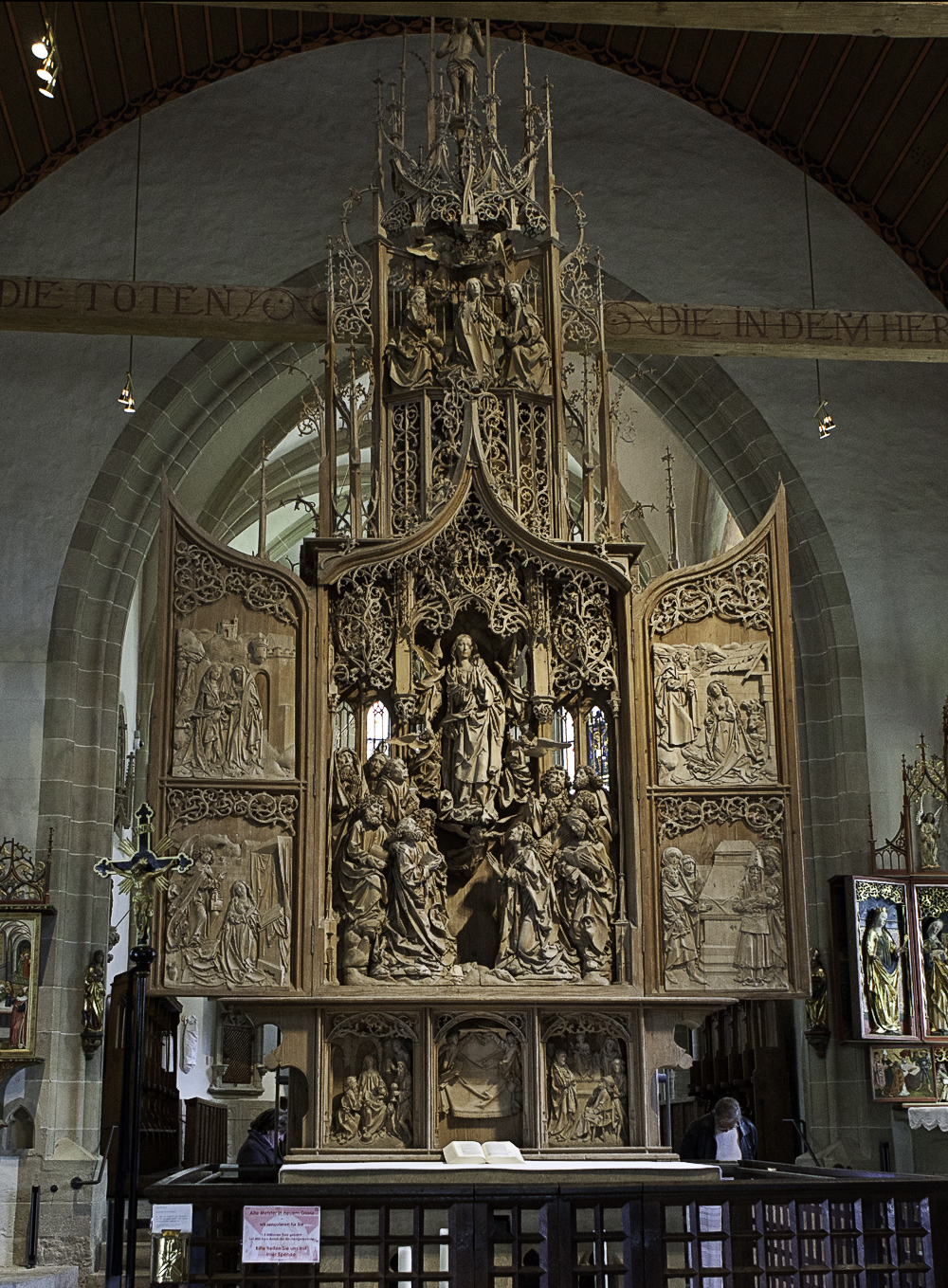
Ołtarz NMP w Creglingen – widok ogólny

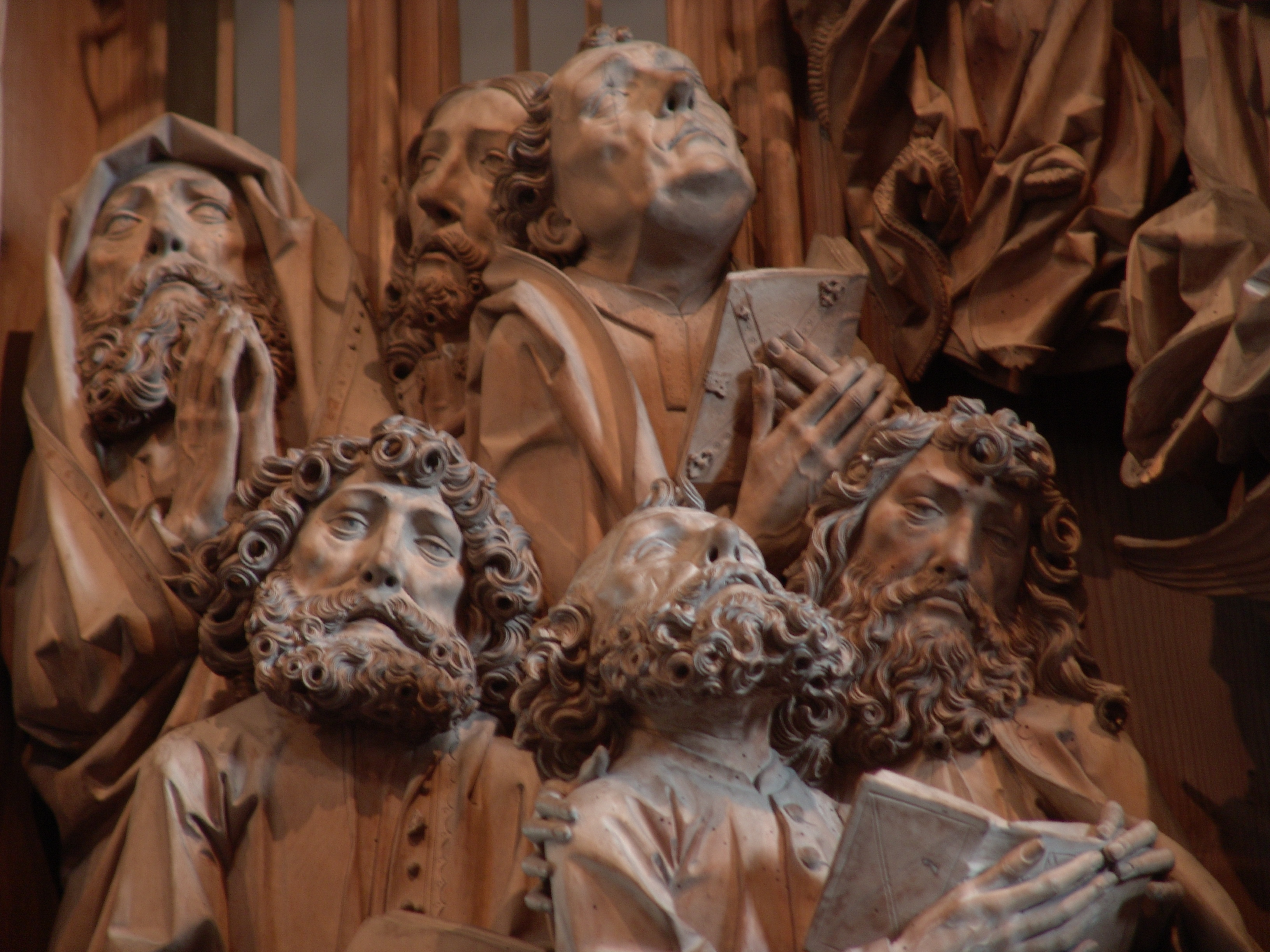
Detal ołtarza

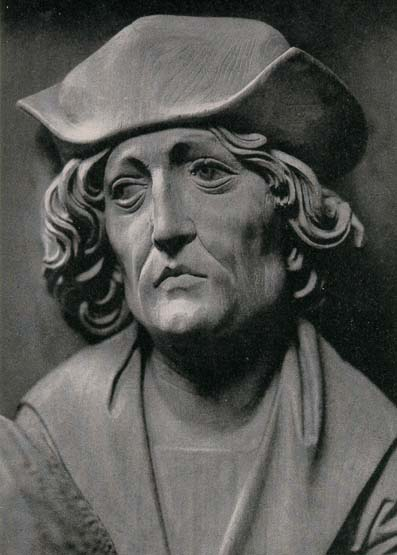
Prawdopodobny autoportret Tilmana Riemenschneidera

Ołtarz Wniebowzięcia Najświętszej Marii Panny (niem. Marien-Retabel) znany także jako Ołtarz NMP, Retabulum Marii, dzieło Tilmana Riemenschneidera, jedno z największych dzieł działającego na terenie Frankonii (Bawaria, Niemcy) rzeźbiarza. Znajduje się w nawie głównej ewangelickiego kościoła Pana Boga (Herrgottskirche) w Creglingen (Badenia-Wirtembergia). Przykład późnogotyckiej rzeźby z początku XVI w.
Wykonany w latach 1505–10 monumentalne retabulum jest tryptykiem wykonanym z drzewa lipowego, umieszczony jest we wschodniej części nawy głównej kościoła obok przejścia do prezbiterium. Tryptyk ten składa się z predelli na której stoi korpus, flankowany parą ruchomych skrzydeł; powyżej korpusu wznosi się ażurowe zwieńczenie, sięgające do sklepień.
Ołtarz ten poświęcony jest Najświętszej Marii Panny, stąd główne sceny obrazują wybrane wątki z życia matki Chrystusa. W korpusie znajduje się główna scena, Wniebowzięcie Marii Panny. Postać Marii zajmuje środek kompozycji. Unoszą ją dwie pary aniołów, jeden unosi się u stóp Marii. Po bokach kompozycji ukazano w dwóch grupach Dwunastu Apostołów, którzy są świadkami tego wydarzenia. Jedni klęczą i trzymają w rękach księgi, inni zaś w geście modlitewnym, spoglądają w górę, lub w geście adoracji zwracają się do Marii. Wszystkie rzeźby są pełnoplastyczne, przy czym każda z dwóch grup apostołów wykonana jest z pojedynczych bloków. Cała ta kompozycja jest wieloplanowa, tło stanowi ścianka z licznymi ostrołukowymi oknami z dekoracją maswerkową. Scena środkowa jest zamknięta łukiem w typie oślego grzbietu.
Na ażurowym zwieńczeniu będącym ideową ilustracją Królestwa Niebieskiego znajduje się Koronacja Marii. Aktu koronacji dokonuje para unoszących się aniołów, po prawicy Marii siedzi Bóg Ojciec, zaś po lewicy Syn Boży. Scena ta ma bogatą oprawę architektoniczną, którą tworzą liczne fiale, wieloboczna podstawa sceny Koronacji z ażurową dekoracją ornamentalną ponadto baldachim wieńczący tę scenę. Powyżej w aediculi w formie wieży znajduje się figurka Chrystusa Boleściwego.
Na skrzydłach bocznych znajdują się po dwie kwatery z płaskorzeźbionymi scenami Zwiastowania i Nawiedzenia (po lewej) oraz Bożego Narodzenia i Ofiarowania Chrystusa w świątyni.
W trójarkadowej predelli przedstawiono Veraikon, który flankują Pokłonu Trzech Króli oraz Dwunastoletni Chrystus w świątyni. Wśród ludu słuchającego nauk Chrystusa znajduje się postać w swoim ubiorze przypominająca przedstawiciela mistrza cechu bądź rzemieślnika. Prawdopodobnie jest to autoportret artysty.